# Bruno Rodríguez (Tennisspieler)
Bruno Rodríguez (* 28. Oktober 1986) ist ein ehemaliger mexikanischer Tennisspieler.

## Karriere
Rodríguez spielte zwischen 2002 und 2004 auf der ITF Junior Tour. In der Junioren-Rangliste erreichte er mit Platz 255 seine höchste Notierung.
Bei den Profis spielte Rodríguez ab 2005 regelmäßiger. In diesem Jahr erreichte er erstmals die Top 1000 der Weltrangliste im Einzel. 2006 stieß er das erste Mal ins Finale auf der drittklassigen ITF Future Tour vor und gewann im Doppel die ersten zwei Future-Titel. Den ersten Erfolg auf der höher dotierten ATP Challenger Tour verbuchte Rodríguez 2007, als er in Puebla im Einzel und Doppel das erste Challenger-Halbfinale erreichte, womit er jeweils das erste Mal unter den Top 500 platziert war. In diesem Jahr war er zudem für den TK Grün-Weiss Mannheim in der 1. Tennis-Bundesliga aktiv und wurde mit seinem Team Deutscher Meister. Im Februar 2008 erhielt Rodríguez für das Turnier der ATP Tour in Acapulco eine Wildcard für das Hauptfeld, wo er Marcel Granollers in zwei Sätzen unterlag. Es blieb sein einziger Auftritt auf diesem Niveau, er fiel zunächst wieder aus den Top 500.
2008 gab Rodríguez sein Debüt für die mexikanische Davis-Cup-Mannschaft im Spiel gegen Kanada. Er konnte dort Vasek Pospisil schlagen. In seiner Karriere verlor er nur eines von sieben Matches für sein Land. Sein größter Sieg, gemessen an der Platzierung seines Gegners, gelang ihm im April 2009 gegen die Nummer 104 der Welt, Kevin Kim, beim Challenger in Mexiko-Stadt. Im selben Jahr holte er den einzigen Einzeltitel auf der Future Tour. Im Doppel war er 2007 und 2008 jeweils ein weiteres Mal siegreich. Nachdem Rodríguez im Mai 2010 das Viertelfinale beim Challenger in Sarasota erreicht hatte, erklomm er sein Karrierehoch in der Rangliste mit Platz 364. Er überstand danach niemals wieder die erste Runde eines Challengers. Bei den Zentralamerika- und Karibikspielen 2010 gewann er im Einzel die Bronzemedaille. Im Doppel zog er 2012 in León das einzige Mal in ein Challenger-Endspiel ein. Danach war er mit Rang 359 im Doppel ebenfalls am höchsten notiert. In seiner Karriere, die bis 2012 andauerte, gewann er acht Future-Titel, davon einen im Einzel. Danach spielte er nur noch vereinzelt Turniere in seinem Heimatland.